# Gherghița, Prahova
Gherghița este satul de reședință al comunei cu același nume din județul Prahova, Muntenia, România.
Așezarea este atestată documentar în 1431.
În 1861, acest sat din plasa Câmpu avea 236 gospodării și 246 de familii.

## Obiective
- Biserica „Sfântul Procopie” - Domnească din Gherghița
- Biserica „Sfântul Dumitru” - de Piatră din Gherghița